# Elsinoë ziziphi
Elsinoë ziziphi är en svampart som beskrevs av Thirum. & Naras. 1970. Elsinoë ziziphi ingår i släktet Elsinoë och familjen Elsinoaceae.   Inga underarter finns listade i Catalogue of Life.